# رابرت آرتور جونیور
رابرت آرتور جونیور (انگلیسی: Robert Arthur Jr.؛ ‏۱۰ نوامبر ۱۹۰۹ – ۲ مهٔ ۱۹۶۹) نویسنده اهل ایالات متحده آمریکا بود.
از فیلم‌ها یا برنامه‌های تلویزیونی که وی در آن نقش داشته‌است، می‌توان به آلفرد هیچکاک تقدیم می‌کند اشاره کرد. وی نویسندهٔ مجموعه داستان‌های سه کارآگاه و رمان راز قصر وحشت است.
وی همچنین برندهٔ جوایزی همچون جایزه ادگار شده‌است.